# Barítono dramático
O barítono dramático é o timbre mais comum da família barítono. Sem o alcance do tenor, ou do barítono lírico, o barítono dramático, mais do que compensa essas limitações com potência e resistência. O barítono dramático tem poder na voz, é capaz de ondulações e sustentar o vocal com confiança. O barítono dramático, é geralmente o mais equilibrado em sua gama que os outros barítonos, e isso pode ser muito útil para mudanças dinâmicas na música. As músicas escritas para esta voz tem bastantes intervalos e mudanças de afinação, pela capacidade do barítono dramático de ondular pelo registro médio.
Sua faixa comum é do G meia oitava abaixo do baixo C ao G acima do C médio (G2 ao G4).

## Papéis nas Óperas
- Jack Rance, La fanciulla del Oeste (Giacomo Puccini)
- Scarpia, Tosca (Giacomo Puccini)
- Nabucco, Nabucco (Giuseppe Verdi)
- Iago, Otelo (Giuseppe Verdi)
- Escamillo, Carmen (Georges Bizet)

## Cantores Barítonos Dramáticos
- Norman Bailey
- Peter Kajlinger
- Sergei Leiferkus
- Juan Pons
- Louis Quilico